# Iveco Tector
Con Tector si indica una generazione di motori della Iveco e l'autocarro Iveco Tector gamma media fabbricato dalla società Iveco in sud America, Iveco Argentina e Iveco Brazil a partire dal 2008. Il veicolo fu anche costruito come CKD (Complete knock down) in Venezuela dalla FIAV C.A. Il nome è specifico per il mercato sudamericano a differenza dell'omologo europeo Iveco Eurocargo.

## Motore Iveco Tector
In nome Tector è anche specifico del tipo di motore, la serie Tector, dall'anno 2000 creato dalla Iveco (successivamente inglobata in FPT Industrial). Il motore è specifico per autocarri e ha potenze da 95 kw a 220 kW (129–299 HP). Come tutti i motori Iveco l'impiego non è solo per veicoli commerciali medi come l'Iveco Eurocargo, ma anche per altri veicoli.

### Costruzione
- Quattro o sei cilindri in serie (3,9 e 5,9 litri di cilindrata).
- Common rail.
- Quattro valvole per cilindro.
- Albero a camme con trasmissione a ingranaggi alle valvole in testa (OHV).
- Turbocompressore con Wastegate.

### Norma antinquinamento
Il motore è nato nel 2000 a norma Euro3. Dal 2006 anche Euro4/Euro5, con sistema SCR.

## Autocarro Iveco Tector
I modelli disponibili in sudamerica sono:
- 4x2 Iveco Vertis per la base gamma, 2 modelli di 9 e 13 ton.
- la trattrice Iveco Tector.
- le trattrici Iveco Cavallino in Brasile e Iveco Cursor in Argentina.

L'Iveco Tector riprende la struttura robusta della gamma europea Eurocargo, con capacità da 17 a 26 tonnellate. La cabina è identica a quella EuroCargo MY2008 tranne che per le versioni 4x2 e 6x2 più lunghe e con lettino per la versione 6x4, destinata ai viaggi lunghi.
La motorizzazione è basata sui motori omonimi Tector già conformi alla normativa europea Euro5, funzionanti a biodiesel B5, diffusi in Argentina e Brasile. Il motore è progettato e costruito da FPT-Fiat Powertrain Technologies ed è un 6 cilindri a iniezione diretta Common rail di 4,9 litri con 250 CV a 1.900 giri/min.
L'Iveco Tector è anche disponibile in versione trattrice per rimorchi autoarticolati. Contrariamente al mercato europeo dove i motori superano i 400 CV per tali tipi di autocarri, con rimorchio, in sudamerica le potenze variano da 200 a 300 CV.
Il 18 novembre 2014, Iveco lancia una nuova versione di gamma con motore 210 CV il Tector 150E21 Economy. Basato sempre sulla piattaforma Eurocargo, è equipaggiato con motore FPT NEF 45 da 4.500 cm3 e 206 CV DIN e offre una MTT di 15 ton. Esistono due versioni 4x2: autocarro 15 ton e autoarticolato da 27 ton.

## Serie Iveco Tector
| Modello                      | Configurazione                 | Anno        | Tipo di motore                                          | Cilindrata (cm³)              | Potenza (CV DIN)        | Coppia (Nm)           | Passo (mm)                    | MTT (ton)      |
| ---------------------------- | ------------------------------ | ----------- | ------------------------------------------------------- | ----------------------------- | ----------------------- | --------------------- | ----------------------------- | -------------- |
| Gamme EuroCargo LatinAmerica | autocarro/trattore 4x2-6x2-6x4 | 1995 - 2010 | Fiat 8040.45/8060.45B - FPT Industrial Tector F4AE0681D | 3.907 - 5.861 - 4.500 - 5.880 | 140-177-206-210 à 2.500 | 650/720 à 1.200/2.100 | 3.610/4.100/4.735/5.095       | 15,0/27,0/40,0 |
| Tector 150E21 Attack         | autocarro 4x2                  | 2013 - xx   | FPT N45                                                 | 4.500                         | 206 à 2.500             | 720 à 1.350/2.100     | 3.610/4.100/4.735/5.095       | 15,0/27,0      |
| Tector 170E22/25             | autocarro/trattore 4x2         | 2008 - xx   | FPT NEF6                                                | 5.880                         | 210/250 à 2.500         | 680/950 à 1.200/1.950 | 3.690/4.185/4.815/5.175/5.670 | 17,0 - 40,0    |
| Tector 170E22/25T            | trattore 4x2                   | 2008 - xx   | FPT NEF6                                                | 5.880                         | 210/250 à 2.500         | 680/950 à 1.200/1.950 | 3.690                         | 40,0           |
| Tector 240E25                | autocarro/trattore 6x2         | 2008 - xx   | FPT NEF6                                                | 5.880                         | 250 à 2.500             | 950 à 1.200/1.950     | 3.690/4.815/5.175/5.670       | 25,0 - 33,0    |
| Tector 260E25 Attack         | autocarro/trattore 6x4         | 2013 - xx   | FPT F4AEE681F                                           | 5.880                         | 250 à 2.500             | 950 à 1.200/1.950     | 3.690+1.360/4.815+1.360       | 27,0 - 42,0    |
| Tector 170E28                | autocarro 4x2                  | 2008 - xx   | FPT NEF6                                                | 5.880                         | 250 à 2.500             | 950 à 1.200/1.950     | 3.690/5.175/5.670             | 17,0           |
| Tector 170E22 Attack         | autocarro/trattore 4x2         | 2013 - xx   | FPT NEF6                                                | 5.880                         | 218 à 2.700             | 680 à 1.200/2.100     | 3.690/4.185/4.815             | 17,0 - 33,0    |
| Tector 240E28                | autocarro/trattore 6x2         | 2008 - xx   | FPT NEF6                                                | 5.880                         | 280 à 2.500             | 950 à 1.200/1.950     | 3.690/4.815/5.175/5.670       | 23,0 - 33,0    |
| Tector 260E28                | autocarro/trattore 6x4         | 2008 - xx   | FPT NEF6                                                | 5.880                         | 280 à 2.500             | 950 à 1.200/1.950     | 3.690/4.815                   | 23,0 - 42,0    |
| Tector 240E22 Attack         | autocarro/trattore 6x2         | 2013 - xx   | FPT NEF6                                                | 5.880                         | 218 à 2.700             | 680 à 1.200/2.100     | 3.690/4.815                   | 23,0 - 33,0    |